# کلارنس فون روزن جونیور
کلارنس فون روزن جونیور (انگلیسی: Clarence von Rosen Jr.; ۱۰ نوامبر ۱۹۰۳ – ۷ ژوئیهٔ ۱۹۳۳) سوارکار اهل سوئد بود.